# بيلا كيرالي
بيلا كيرالي (بالمجرية: Béla Király) (و. 1912 – 2009 م) هو سياسي، وكاتب، ومؤرخ، وأستاذ جامعي مجري، ولد في كابوشفار، وكان عضوًا في الأكاديمية الهنغارية للعلوم، ويحمل رتبة عسكرية لواء، توفي في بودابست، عن عمر يناهز 97 عاماً.

## مناصب
تولى منصب عضو الجمعية الوطنية المجرية.

## التعليم
تعلم في جامعة كولومبيا.

## الخدمة العسكرية
خدم في القوات البرية المجرية.

## جوائز
حصل على جوائز منها:
- الصالحون بين الأمم
- زمالة غوغنهايم.